# Wittersham
Wittersham (engelskt uttal: [ˈwɪtərʃəm]) är en ort och civil parish i grevskapet Kent i sydöstra England. Orten ligger i distriktet Ashford, cirka 6 kilometer söder om Tenterden. Tätorten (built-up area) hade 547 invånare vid folkräkningen år 2021.